# Plano inclinado del Pilar
El Plano Inclinado del Pilar se localiza en el barrio del Pilar, en la ciudad de Salvador, en el estado brasileño de Bahía. El ascensor une la Calle del Pilar, en la Ciudad Baja, al barrio de Santo Antônio Além do Carmo, en la Ciudad Alta.
Es uno de los cuatro ascensores históricos de la ciudad, inicia su funcionamiento a las 7h y finaliza a las 19h con tarifa de quince centavos de real y con flujo promedio de aproximadamente 600 personas por día.

## Historia

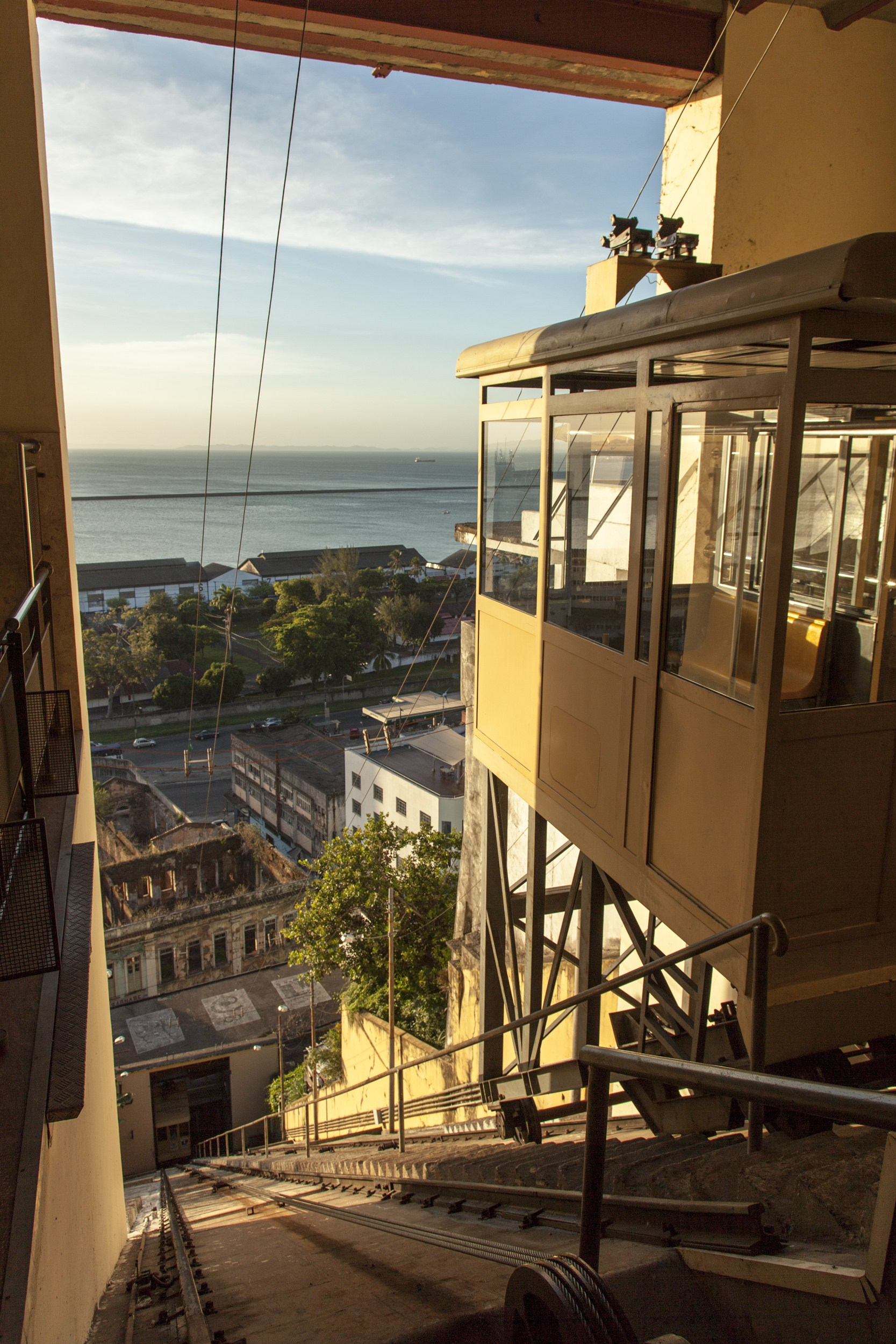
Vista del descenso del plan inclinado, la Bahía de Todos-os-Santos al fondo.

Fue construido en 1897, donde ya existía la Grúa de los Carmelitas. Entre 1912 y 1915, la línea fue electrificada por la empresa Otis, período en que recibió nuevos vagones, construidos por la empresa estadounidense "Brill", en Filadelfia, y fue retirada la cremallera. Los nuevos carros tenían piso ajustable que acompañaba a la inclinación de la línea, 83% según el fabricante.
La línea fue desactivada en 1984, cuando transportaba tres mil pasajeros al día. Entonces las estaciones y sus vagones pasaron a ser habitados por indigentes.
A partir de 2005 fue anunciado un proyecto de recuperación de la línea, completamente reconstruida. Modernos vagones, con capacidad para 20 pasajeros (o 1500 kilogramos) fueron instalados, produciéndose la reinauguración el 29 de marzo de 2006, dentro de las conmemoraciones del 457° aniversario de la ciudad de Salvador. La restauración se produjo en el ámbito del proyecto del gobierno estatal bahiano Programa de Recuperación del Centro Histórico de Salvador, el cual buscó, a partir de 1992, revertir el proceso de decadencia del Centro Histórico de Salvador e incluía también la recuperación del Elevador del Taboão, que aún no ha sido realizada. El coste total de la reforma, en la época, fue de 2 millones de reales.
El Plano fue clausurado a comienzos de 2013 - presentaba fallos en la seguridad, como la falta de medidor de velocidad, sistema antivuelco y defectos en los frenos - y en julio de 2014 fue publicado el proyecto para la nueva recalificación del medio de transporte. La empresa responsable, entre otras reparaciones, llevará a cabo la instalación de dispositivos de seguridad del equipamiento, que atiende a cerca de 600 personas diariamente, como frenos de emergencia, sistema antivuelco y medidor de velocidad, además de la reforma y pintura de las dos góndolas y de la modernización del panel de control. En agosto de 2015, el Plan volvió a funcionar, después de la reforma por valor de 910 mil reales, y durante ese primer mes no se cobró el pasaje.